# Augustus Wollaston Franks
Sir Augustus Wollaston Franks KCB (Ginevra, 20 marzo 1826 – Londra, 21 maggio 1897) è stato un antiquario e amministratore di museo britannico.
Franks fu descritto da Marjorie Caygill, storico del British Museum, come "probabilmente il collezionista più importante nella storia del British Museum, e uno dei più grandi collezionisti del suo tempo".

## Primi anni
Nato a Ginevra, era il figlio più vecchio del capitano Frederick Franks, R.N., e di Frederica Anne, figlia di sir John Saunders Sebright. Il suo padrino fu William Hyde Wollaston, un amico della madre. I suoi primi anni furono passati per lo più a Roma e Ginevra. Nel settembre 1839 andò all'Eton College, dove rimase fino al 1843.
Franks studiò poi al Trinity College, Cambridge. Già da studente undergraduate iniziò la sua collezione di brass rubbing, infine donata Society of Antiquaries; fu uno dei fondatori della Cambridge Architectural Society e uno dei primi membri della Cambridge Antiquarian Society; fu anche uno dei quattro studenti membri del Ray Club. Lasciando Cambridge nel 1849 Franks dedicò le sue energie al Royal Archæological Institute, che era stato appena fondato, e pose le basi della sua conoscenza dell'arte antica e medievale, mettendo ordine alle sue collezioni per i congressi annuali. Nel 1850 fu segretario della prima mostra di arte medievale tenutasi nei locali della Society of Arts.

## Al British Museum
Nel 1851 Franks divenne assistente al Dipartimento della Antichità del British Museum. Il posto era stato fondato da poco, e la direttiva era di sviluppare una collezione di "antichità britanniche". Franks in una carriera di 45 anni, varò 5 diversi dipartimenti. David M. Wilson scrive che "sotto molti aspetti Franks fu il secondo fondatore del British Museum".

### Amministratore
Al British Museum, e in qualità di direttore della Society of Antiquaries of London, un incarico ricevuto nel 1858, divenne la massima autorità in Inghilterra sulle antichità medievali di tutti i tipi, sulla porcellana, vetro, artefatti di interesse antropologico, a lavori d'arte posteriori all'antichità classica.
Nel 1866 le antichità britanniche e medievali, assieme alle collezioni etnografiche, costituirono un nuovo dipartimento separato sotto la sua supervisione in qualità di conservatore (keeper) della British and Mediaeval Antiquities and Ethnography. La collezione Christy di etnografia a Victoria Street, London, fu anch'essa sotto la sua attenzione prima di essere incorporata nella collezioni del British Museum. 
Divenne vicepresidente e da ultimo presidente della Society of Antiquaries e nel 1878 rifiutò la carica di "librario principale" (Principal librarian, titolo che era allora attribuito al responsabile esecutivo del British Museum).
Franks si ritirò il giorno del suo settantesimo compleanno nel 1896.

### Acquisizioni
Nel 1855 Franks fu responsabile dell'acquisizione, per il museo, dei migliori oggetti della collezione di Ralph Bernal, il politico liberale e collezionista, compreso l'eccezionale cristallo di Lotario. Nel 1892 riuscì a raccogliere le 8.000 sterline necessarie per comprare la Royal Gold Cup (Coppa di sant'Agnese): "per Franks questa fu la sua acquisizione più grande, quella di cui era più orgoglioso". Dovette finanziare temporaneamente l'acquisto con 5000 £ di tasca propria.

Verso la fine della sua carriera scrisse: 
(Frank)
Franks utilizzò l'influenza personale per conto del Museo per aiutare l'acquisizione di collezioni. Questo si applica nei casi di Felix Slade, John Henderson, Lady Fellows per la collezione di sir Charles Fellows, William Burges, e Octavius Morgan.

### Collezioni personali
Franks aveva una notevole fortuna personale, che utilizzò per costruire alcune collezioni personali notevoli in parallelo con il suo lavoro di acquisizioni per il museo. Anche se questa attività era come un collezionista indipendente, è stata di beneficio anche per il British Museum, sia nel breve e che nel lungo termine.
Si dedicò in gran parte alla collezione di ceramiche e di oggetti preziosi di arte medievale, che includeva anche molti elementi dal tesoro di Oxus, e Franks costruì questa parte della sua collezione attraverso rivenditori in India e tramite acquisti da Alexander Cunningham.
Franks era anche un'autorità per l'arte classica, specialmente per le testimonianze romane nella Britannia. Organizzò nel 1876 una mostra delle sue ceramiche asiatiche, per lo più porcellane, al Bethnal Green Museum. Collezionò netsuke e tsuba, anelli e bicchieri.
Si interessò anche di ex libris e carte da gioco, e di entrambi fece importanti collezioni; l'amicizia di John Warren, III baroni de Tabley lo avvicinò agli ex libris. Franks completò il lavoro di Charlotte Guest sulle carte da gioco.
La bisnonna di Franks, Sarah Knight, era cugina di Richard Payne Knight, un altro facoltoso scapolo benefattore del British Museum. Augusto accusava i suoi geni per il suo collezionismo ossessivo. In un resoconto manoscritto della sua vita, ritrovato nel 1983, Franks esordisce: "Collezionare è una malattia ereditaria, temo incurabile."

## Morte ed eredità
Franks morì nel maggio del 1897 e fu sepolto al Kensal Green Cemetery a Londra. La maggior parte degli oggetti delle sue collezioni divennero di proprietà della nazione, in base al lascito alla sua morte, quelli che non erano stati donati nel corso della sua vita. Franks acquistò oltre 20.000 oggetti importanti per le collezioni del British Museum.
Uno dei suoi doni più noti fu il cofanetto d'avorio del IX secolo: il Franks Casket (cofanetto), proveniente dalla Northumbria, con le sue iscrizioni in alfabeto runico. Era stato respinto come 'alcune sculture antiche in avorio', e rifiutato dalla fondazione del Museo nel 1858, quando venne offerto per 100 ghinee. Nel 1867, Franks diede il cofanetto al British Museum come dono.
Nel caso della collezione di armi e armature di Samuel Rush Meyrick, Franks non riuscì a convincere George Ward Hunt ad acquistarla completo per la nazione quando Augusto W. H. Meyrick la mise in vendita verso il 1871 La Meyrick Collection andò all'asta e fu quindi divisa, ma Franks riuscì a comprare e a donare oggetti come Meyrick Helmet.
Quando il British Museum dimostrò interesse all'acquisto della collezione di ceramiche di sir Andrew Fountaine e dei suoi eredi, che fu immessa sul mercato nel 1884, Franks aiutò l'acquisto, fornendo il denaro mancante con la cessione della propria.

## Pubblicazioni
Franks ha scritto numerose memorie su temi archeologici. Le sue pubblicazioni più rilevanti sono:
- ‘Book of Ornamental Glazing Quarries,' Londra, 1849.
- ‘Examples of Ornamental Art in Glass and Enamel,' 1858.
- ‘Himyaritic Inscriptions from Southern Arabia,' 1863.
- ‘Catalogue of Oriental Porcelain and Pottery,' 1876 and 1878.
- ‘Japanese Pottery,' 1880.
- ‘Catalogue of a Collection of Continental Porcelain,' 1896.
- (con Edward Hawkins) Medallic Illustrations of British History, 1885.

Curò anche Horæ Ferales di John Mitchell Kemble (1863);
Scrivendo sull'arte celtica britannica introdusse il termine "Late Celtic period", ma la sua applicazione provoco un contenzioso, e fu considerato un po' fuorviante nella pittura celtica europea.